# Helmfrid
Helmfrid OSB (* vor 879; † 6. Dezember 916) war Abt von Fulda.
Schon vor 879 ist Helmfrid als Propst des Fuldaer Nebenklosters Holzkirchen belegt. 915 wurde er zum Abt des  Klosters Fulda gewählt. Sofort begann er mit der Reparatur der Klostermauern. Sie waren wahrscheinlich beim Ungarnzug zerstört worden, den sein Vorgänger im Frühjahr 915 im Fuldaer Gebiet abgewehrt hatte. Für die Ratgar-Basilika ließ er Radleuchter aus Gold und Silber für 70 Kerzen sowie ein kostbares Kreuz mit Perlen und Edelsteinen herstellen. Er starb nach nur 17 Monaten Amtszeit im Dezember 916.